# یورگ ادی
یورگ ادی (زادهٔ ۱۹۴۳ در اشتوتگارت) بازیگر آلمانی و گوینده نمایش رادیویی است.

## زندگی
یورگ ادی به عنوان یک کتابفروش در فرانکفورت آم ماین آموزش دید. در سال ۱۹۶۶ برای تحصیل چند سالی به کانادا رفت و در آنجا نیز در کلاس‌های بازیگری شرکت کرد و اولین نقش‌های خود را در تئاترهای مونترال ایفا کرد. در اوایل دهه ۱۹۷۰ به آلمان بازگشت و تا سال ۱۹۷۷ در تئاتر اوسنابروک و تئاتر شهر اینگولشتات استخدام شد. از آن زمان ادی به عنوان یک فریلنسر فعالیت می‌کند و در استیج‌های مختلف در آلمان و سوئیس بازی کرده‌است. او از سال ۱۹۸۵ مهمان دائمی تئاتر اشتوتگارت بوده و در حال حاضر یکی از اعضای تئاتر آلت-اشتات است.
در صحنه‌های اشتوتگارت، ادی از جمله در نقش آمیاس پائولت در ماریا استوارت اثر فریدریش شیلر، در نقش‌های اصلی فیلم‌های مرگ فروشنده آرتور میلر و ناتان حکیم اثر گوتولد افرایم لسینگ و همچنین در قطعات مختلف نقش آفرینی نموده‌است.
اد علاوه بر چند نقش جلوی دوربین گوینده نمایش رادیویی نیز هست و از اواسط دهه ۱۹۸۰ در برنامه‌های متعددی در رادیو جنوب غرب آلمان شرکت داشته‌است. او همچنین در دوبله و تبلیغات فعالیت می‌کند و در تولید کتاب‌های صوتی نیز فعالیت دارد.

## فیلم‌شناسی
- 1986: کشور دیگر - فقط در حال محاکمه
- ۱۹۸۸: ادیپوسی
- ۱۹۸۸: درمانگاه جنگل سیاه - استاد بیمار
- ۱۹۹۰: هتل پارادایس - خانه ای برای آینده
- ۱۹۹۴: پلیس با ۱۱۰ تماس گرفت - شنبه‌ها که جنگ است
- ۱۹۹۷: صحنه جرم - سقوط عمیق
- ۲۰۰۴: قلب رام نشدنی
- ۲۰۰۴: من همیشه با شما خواهم بود
- ۲۰۰۵: صحنه جرم - شیطان آتش
- ۲۰۰۵: یک موهبت الهی
- ۲۰۰۸: پرونده ای برای بارتس – عادل موظف است
- 2013: زوکو اشتوتگارت – اطلاعات طبقه‌بندی شده
- ۲۰۱۵: گم شده

## نمایشنامه‌های رادیویی (انتخابی)
- 1986: گوساله سوابی – نویسنده: لیدیا توس – کارگردان: هلگا سیگل
- 1990: Goldgrund, Abgrund - نویسنده:لیدیا توس - کارگردان: هاموت کیرست
- ۱۹۹۳: به دنبال آپارتمان – نویسنده: استفانی استروبله – کارگردان: کارین فیشر
- ۱۹۹۴: پدربزرگ من در بهشت است - نویسنده: میشل هاینزون - کارگردان: توماس فوگل
- ۱۹۹۶: اکنون آقای بالاخره رسید - نویسنده: پیتر یوخن کمر - کارگردان: توماس ووگل
- ۱۹۹۸: کشتی - نویسنده: استفانی اشتروبل - کارگردان: لوئیس بسرا
- ۱۹۹۹: مراسم تکمیلی – نویسنده: گزا چوپف – کارگردان: اولریش میهر
- ۲۰۰۰: برگمان پالایش شد – نویسنده: دانیل اولیور باخمن – کارگردان: گونتر ماورر
- ۲۰۰۳: شلیک از منبر - نویسنده: کنراد فردیناند مایر - کارگردان: سوزان هینکلبین
- ۲۰۰۵: ماه کامل – نویسنده: اندریا نول – کارگردان: گونتر ماورر
- ۲۰۰۶: یک دختر باحال – نویسنده: اگون گراما – کارگردان: گونتر ماورر
- ۲۰۰۹: دیستل هویپا – نویسنده: اندریا نول – کارگردان: گونتر ماورر
- ۲۰۱۲: بطری آبجو و خاویار – نویسنده: فلیکس هوبی – کارگردان: گونتر ماورر
- ۲۰۱۴: آخرین بازی خانه – نویسنده: مونا فریک – کارگردان: گونتر ماورر
- ۲۰۱۵: تینیتوس – نویسنده: هوگی رندلا – کارگردان: گونتر ماورر